# فرديناند فون زبلين
فرديناند فون زبلين (بالألمانية: Ferdinand Graf von Zeppelin)‏ (عاش بين 8 يوليو 1838 - 8 مارس 1917) كان جنرالًا ألمانيًا، ولاحقًا مُصنع طائرات. ولد في كونستانس في دوقية بادن الكبرى (حاليًا بادن فورتمبرغ، ألمانيا). أسس شركة زبلين للطيران وتولى الريادة بعده في مجال صناعة المناطيد هيوغو اكنر. ولد في 8 يوليو 1838 بألمانيا، والتحق بالمدرسة الحربية وتخرج فيها ضابطًا في الجيش. وكانت فكرة البالونات والطيران بصفة عامة تشغل تفكيره فعمل على تنفيذ أفكاره وإخراجها لأرض الواقع. وبالفعل وضع تصميم أول منطاد له عام 1894، وعرضه على الحكومة الألمانية، ولكن مشروعه عُطِّلَ أكثر من مرة؛ نتيجة رفض الحكومة له وغرابة الفكرة آنذاك. إلا أن زبلين لم ييأس وأصر على تحقيق حلمه بتطيير سفينة في الهواء. وفي عام 1898 أسس زبلين شركة خاصة، لنشر فكرة الطيران بالسفن الجوية، وقام في عام 1900 بالإعلان عن رغبته بتجربة طيران في منطا فتجمع العلماء والمهندسين في فريدريكسهافن وشاهدو التجرية التي توقعو فشلها. لكنهم صعقو من حجم المنطاد الكبير البالغ طوله 128 مترًا، وقطر دائرته 12 مترًا من الألومنيوم، وله غطاء قماش من القطن واثنان من المحركات. 
بدأ زبلين تجربة المنطاد وتطييره في الهواء، فارتفع به ووجَّهه في أكثر من جهه، لكنهم رفضوا أن يستثمروا أموالهم في صناعة المناطيد، وعانى زبلين من نقص شديد في المال، حتى استطاع بمعاونة ملك فورتمبرج أن ينفذ منطاده الثاني الأكثر تطورًا. ولكن الحظ السيئ كان حليفًا له فوقع حادث لهذا المنطاد نتيجة خلل في المحركات. إلى أن جاء عام 1906 ليكون بمثابة الانطلاقة لمناطيد زبلين؛ فقد صمم منطادًا جديدًا طار به لفترة أطول وبسرعة أكبر، ومن ثم بدأ الإقبال على مناطيد زبلين خاصة وأنه كان يعمل على تطويرها دائمًا حتى أصبحت من أكبر المناطيد في العالم.

## روابط خارجية
- فرديناند فون زبلين على موقع الموسوعة البريطانية (الإنجليزية)
- فرديناند فون زبلين على موقع إن إن دي بي (الإنجليزية)
- فرديناند فون زبلين على موقع ديسكوغز (الإنجليزية)
- فرديناند فون زبلين على موقع أوليمبيديا (الإنجليزية)